# Rhinosimus ruficollis
Rhinosimus ruficollis là một loài bọ cánh cứng trong họ Salpingidae. Loài này được Linnaeus miêu tả khoa học năm 1761.

## Hình ảnh

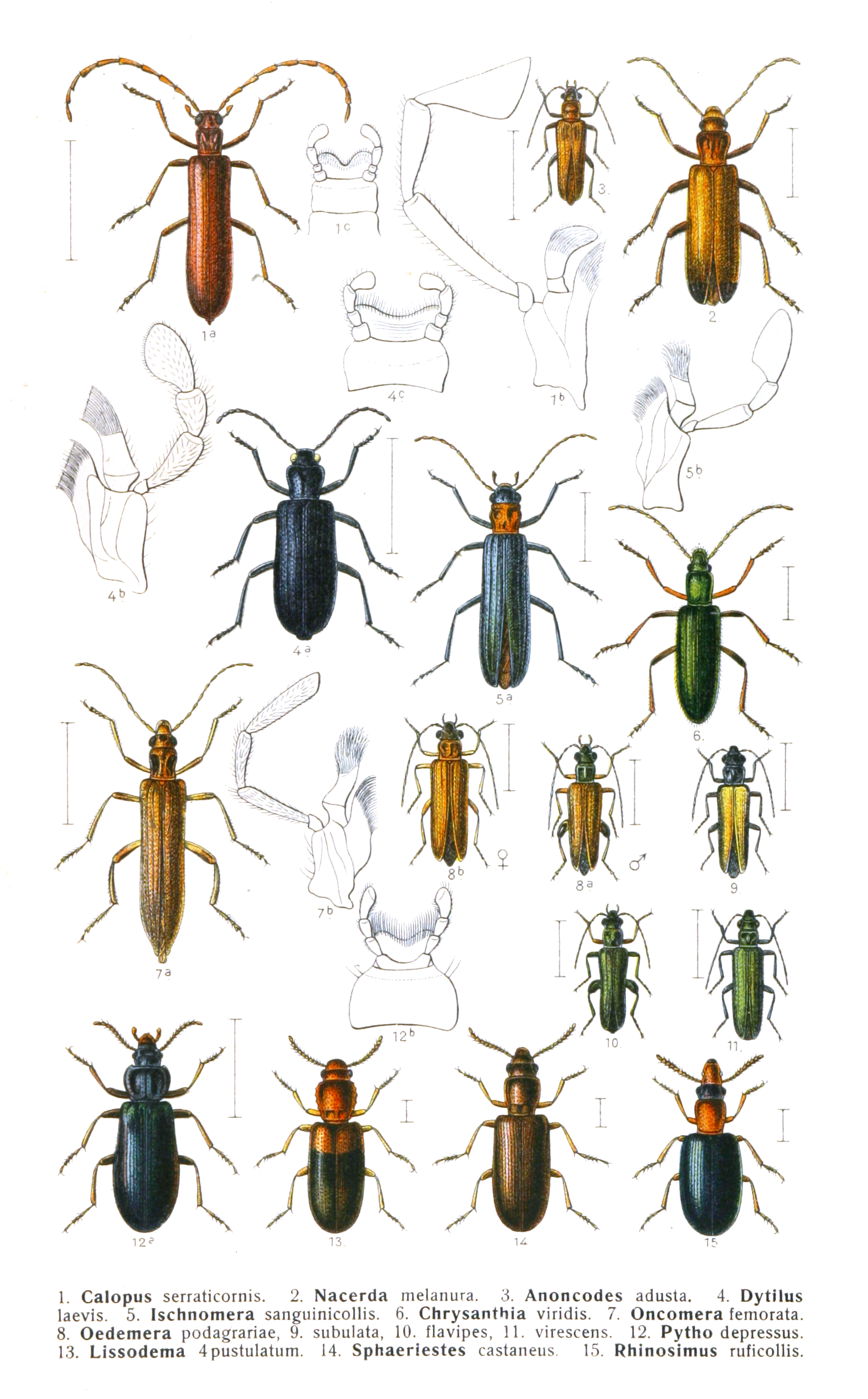